# Harukaze (1923)
El Harukaze (春風 viento primaveral?) fue el tercer destructor de la Clase Kamikaze. Sirvió en la Armada Imperial Japonesa durante la segunda guerra sino-japonesa y la Segunda Guerra Mundial. 

## Historia
Su primera acción de combate importante durante la Segunda Guerra Mundial tuvo lugar durante la Batalla del Estrecho de la Sonda el 28 de febrero de 1942, durante la cual sus torpedos contribuyeron a hundir a los cruceros australiano y estadounidense HMAS Perth y USS Houston (CA-30). En esta acción recibió daños en el puente, la sala de máquinas y el timón, con un total de 3 muertos y 15 heridos.
El Harukaze se caracterizó a lo largo de toda la Segunda Guerra Mundial por recibir una considerable cantidad de daños. Estos empezaron con la misma guerra, ya que siendo parte de la fuerza de invasión de las Filipinas entre el 7 y el 10 de diciembre de 1941, su casco resultó dañado por un impacto indirecto en un ataque aéreo.
Menos de un año después, el 16 de noviembre de 1942, chocó con una mina marina en el canal de Surabaya, resultando gravemente dañado. Su proa resultó desgajada del resto del navío, y las reparaciones tardaron casi seis meses en completarse, hasta el 2 de mayo de 1943.
El 24 de octubre de 1944 contribuyó a hundir al submarino USS Shark (SS-314) con cargas de profundidad, pero otro submarino, el USS Sailfish (SS-192) le torpedeó el 4 de noviembre, aunque sin producirle daños graves.
El 21 de enero de 1945 resultó nuevamente dañado por un ataque aéreo en Formosa, quedando inutilizado para el servicio. Fue remolcado hasta Sasebo, donde debido a los daños fue trasladado a la reserva naval, quedando sin reparar hasta el fin de la guerra. El 10 de noviembre de 1945 fue remolcado por última vez y hundido, para ser empleado como rompeolas.